# Ruth Snyder
Ruth Brown Snyder (New York, 27 marzo 1895 – Ossining, 12 gennaio 1928) è stata un'assassina statunitense condannata alla sedia elettrica nella prigione di Sing Sing per l'omicidio di suo marito Albert Snyder .

## Biografia

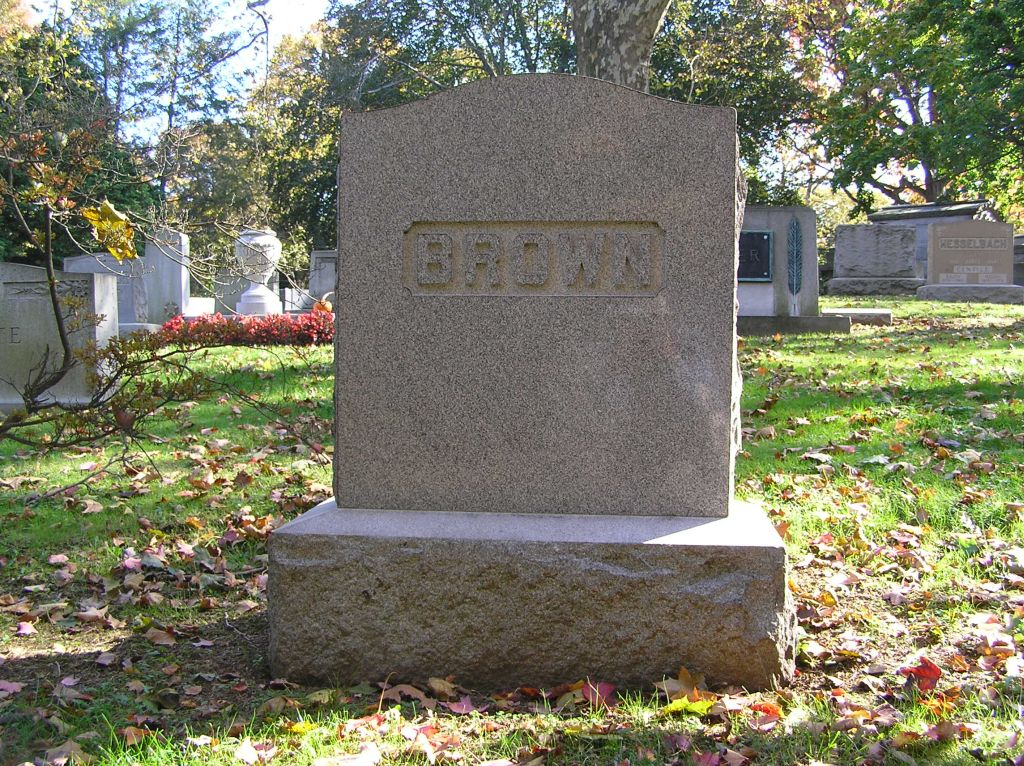
La tomba di Ruth Snyder Brown nel Woodlawn Cemetery, Bronx, NY

La vita della giovane Ruth Brown sembrò avere una svolta fortunata quando, 20enne, conobbe e sposò nel 1915 Albert Snyder, un ricco uomo d'affari di 33 anni. Abbandonato il lavoro di centralinista, Ruth si dedicò completamente alla cura della bella villa suburbana dove abitava con il marito e con la figlia Lorraine, avuta dal matrimonio. Albert era un uomo cupo e introverso, poco espansivo sia con la moglie, che era invece amante dei divertimenti e dei rapporti sociali, sia con la piccola figlia. Legato alle sue abitudini domestiche, considerava la moglie una ragazzina poco affidabile e rimpiangeva di non aver potuto sposare la sua fidanzata Jessie Guischard, morta poco prima delle nozze previste. Jessie era più bella di Ruth e Albert ne conservava il ricordo con un suo ritratto appeso dietro la spalliera del letto.
Ruth sprofondava nella noia e nel disgusto per la monotonia della vita coniugale, a cui cercava di rimediare vestendosi in maniera appariscente e andando alla costante ricerca di incontri sessuali, consumati con uomini conosciuti casualmente. Con uno di questi, Henry Judd Gray, un uomo già sposato, commesso viaggiatore di corsetti per donna, Ruth amava confidarsi, raccontandogli i suoi falliti tentativi di uccidere il marito: «in garage con il monossido di carbonio, con una spinta mentre era sul molo, con del bicloruro di mercurio, fingendo di curargli il singhiozzo.».
Ruth cominciò nuovamente a progettare l'omicidio del marito, dapprima persuadendolo a contrarre un'assicurazione sulla vita per 48 000 dollari da raddoppiare se l'assicurato fosse morto per un atto violento e poi cercando di convincere il riluttante amante con un piano che prevedeva, per assicurarsi la riuscita dell'omicidio, l'utilizzo di tre strumenti: il cloroformio, un filo metallico e un pesante contrappeso di quelli usati per lo scorrimento delle tendine delle finestre.
La notte del 19 marzo 1927, approfittando dell'assenza di Albert e Lorraine, Ruth fece entrare in casa Judd per attuare il loro piano. Judd, che non era del tutto convinto dell'efficacia dell'impresa, si nascose nella camera lasciata vuota dalla madre di Ruth, partita per un breve viaggio, e si apprestò a uccidere Albert che, tornato con la figlia, anche lui ubriaco, si addormentò pesantemente. La coppia mise così in atto l'assassinio strozzando Albert con il filo metallico e cercando di mascherarne la morte come conseguenza di un'aggressione a scopo di furto.
Dopo rapide indagini, nel corso delle quali vennero rinvenuti dei gioielli, dei quali la donna aveva denunciato la scomparsa, nascosti nell'appartamento, la polizia non credette a questa messa in scena e accusò i due amanti dell'omicidio, rinviandoli al processo che si aprì il 27 aprile 1927. Durante le udienze del tribunale Ruth confessò apertamente di aver voluto uccidere il marito «per sbarazzarsi di lui», mentre Judd tentò di giustificarsi accusando l'amante di essere stata lei a pianificare l'omicidio, ad aver contratto le polizze dell'assicurazione e di averlo fatto ubriacare per incoraggiarlo ad uccidere. Alle ore 23 del 12 gennaio 1928 la coppia omicida fu giustiziata sulla sedia elettrica.
A questo omicidio si ispirò James M. Cain per la stesura del suo romanzo La morte paga doppio, trasformato poi in film da Billie Wilder col titolo La fiamma del peccato.